# Vera Lebert-Hinze
Vera Lebert-Hinze (* 23. Juni 1930 in Mannheim als Vera Lebert) ist eine deutsche Lyrikerin.

## Leben
Geboren in Mannheim, wandte sie sich nach Gymnasium und Handelsschule zunächst dem Schauspiel zu. Danach war sie von 1949 bis 1957 als Korrektorin im Buchdruck tätig. 1956 heiratete sie und zog 1957 in das Siegerland nach Hilchenbach. Von 1963 bis 1966 nahm sie Unterricht in Malerei bei Hermann Manskopf in Siegen. Seit 1979 war Lebert-Hinze als freie Schriftstellerin tätig, 2003 stellte sie ihre schriftstellerische Tätigkeit ein.
Lebert-Hinze ist Mitglied im Verband deutscher Schriftsteller, bei GEDOK und im Autorenkreis Ruhr-Mark. In der GEDOK-Gruppe Rhein-Main-Taunus ist sie seit 1988 Fachbeirätin für Literatur.

## Auszeichnungen
- 1981: Medaille „Unsterbliche Rose“
- 1984: Lyrikpreis Internationaler Wettbewerb Witten
- 1988: Lyrikpreis GEDOK-Rhein-Main-Taunus
- 1990: Nikolaus-Lenau-Preis der Künstlergilde Esslingen
- 1995: ART-GEDOK-Nadel für Verdienste um Kunst und Kultur
- 1999: Alfred-Müller-Felsenburg-Preis für aufrechte Literatur, Hagen

## Werke
- Wenn die Schatten leben. Lyrik. Bläschke, Darmstadt/St. Michael 1981, ISBN 3-7053-1490-4.
- Flugtuch der Träume. Lyrik. Gauke, Hannoversch-Münden 1984, 1986, ISBN 3-87998-903-6.
- … und die Wege sind ohne Zeichen. Lyrik. von Loeper, Karlsruhe 1988, ISBN 3-88652-175-3.
- mit Dietmar Scholz: Kinder des Windes. Lyrik. Beurenia, Beuren 1992, ISBN 3-928269-02-X.
- Sonnengesang. Gedichte. Beurenia, Beuren 1996, ISBN 3-928269-08-9.
- Sprachwege. Lyrik-Zyklus mit 4 Mappen, 1997.
- Geliehenes Licht. Meditative Texte. Beurenia, Beuren 1998, ISBN 3-928269-11-9.
- Ortloses Gelände. Gedichte. Beurenia, Beuren 1998, ISBN 3-928269-10-0.
- Signale im Nebel. Gedichte. Beurenia, Beuren 1998, ISBN 3-928269-14-3.
- Mut zur Stille, Ja zum Leben. Kunstkarten-Kassette. Beurenia, Beuren 1998.